# Návrat sedmé roty
Návrat sedmé roty je francouzský komediální film z roku 1975, druhý díl trilogie o sedmé rotě. Snímek natočil francouzský režisér Robert Lamoureux, jde o komediální parodii na válečný film, která se odehrává v době nacistické okupace Francie během druhé světové války.

## Děj
Film pokračuje tam kde předchozí díl skončil. Pitivier, Chaudard, Tassin a poručík Duvauchel s odcizeným pásákem přejíždí most, když v tom je vyhozen do povětří francouzskou náloží. Duvauchel chce vůz opravit a tak se Pitivier, Chaudard a Tassin vydávají na druhý břeh řeky, kde se nachází pár beden v opuštěném nákladním autě. V době kdy zrovna přeplouvají řeku se u pasáku objeví Němci, kteří Duvauchela zajmou. Tři hrdinové, aby unikli zajetí, vydají se po proudu řeky až narazí na vodní mlýn. Paní domácí jim však nemůže dát civilní oblečení, jen uniformy francouzských generálů, kteří si všechny civilní věci vzali. V těchto uniformách jsou také později zajati.

## Obsazení
| Jean Lefebvre    | Pitivier           |
| Pierre Mondy     | seržant Chaudard   |
| Henri Guybet     | Tassin             |
| Robert Lamoureux | plukovník Blanchet |
| Pierre Tornade   | kapitán Dumont     |
| Erik Colin       | poručík Duvauchel  |